# Uniunea celor 24 de orașe zipser

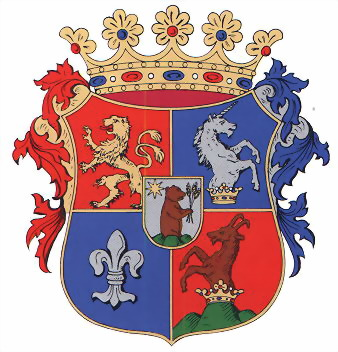
Stema fostului comitat Szepes din Ungaria de Sus, Regatul Ungariei

Uniunea celor 24 de orașe zipser (în germană Der Bund der 24 Zipser Städte, în latină XXIV regium civitatum fraternitas) se referă la o uniune, asociație, ligă sau federație politică, economică și militară din Evul Mediu a unui număr de orașe în care au locuit majoritar țipțeri (Zipser Sachsen), actualmente o minoritate germanofonă din Europa Centrală și de Est, din regiunea istorică Spiš (Zips) din nord-estul Slovaciei de astăzi (atunci reprezentată de comitatul Szepes din Ungaria de Sus, Regatul Ungariei).
Numărul total inițial al orașelor care au format/aderat la această uniune a fost 24. Această uniune a avut loc în secolul al XIV-lea, mai precis pe la 1340. În limba germană, aceasta mai este cunoscută ca Provinz der 24 Zipser Städte respectiv Bund der 24 königlichen Zipser Städte. Această uniune avea un anumit sistem juridic care era bazat pe legile și privilegiile coloniștilor țipțeri (i.e. conferite prin Zipser Willkür și Zipser Freibrief). Această uniune era condusă de un greav (Zipser Graf) iar sistemul juridic al acesteia era în concordanță cu Drepturile Magdeburg precum și cu Sachsenspiegel⁠(d) (o carte de lege medievală germană, una dintre cele mai importante astfel de manuscrise din Sfântul Imperiu Roman), reglementând astfel comerțul. Această uniune de orașe a reprezentat o formă de autoguvernare (i.e. o autonomie locală) a țipțerilor subordonată monarhului maghiar. Cele două mari centre ale uniunii au fost orașele Levoča (Leutschau; capitala sașilor țipțer în trecut) și Kežmarok (Kesmark).